# Jeepster Commando
Il Jeepster Commando  o Kaiser-Jeep Jeepster Commando (chiamata dal 1971 Jeep Commando) è un'autovettura prodotta dalla casa automobilistica statunitense Kaiser Jeep dal 1966 al 1973, in quattro differenti versioni: pick-up, cabriolet, roadster e station wagon.

## Descrizione

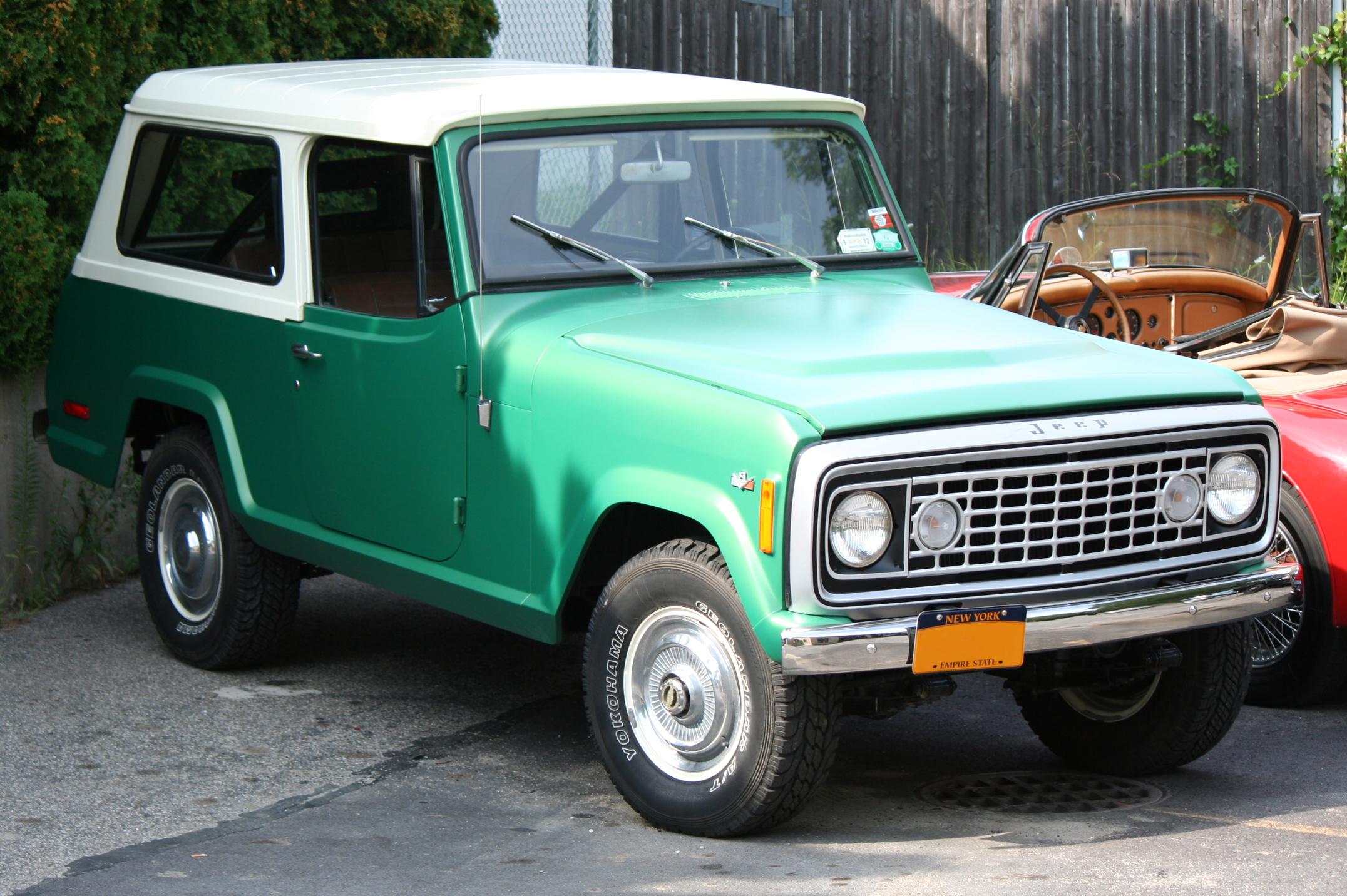
Jeep Commando C104 del 1972

La prima Jeepster, con sigla di progetto C101, venne introdotta sul mercato nel 1966 dalla Kaiser Jeep e rimase in produzione anche dopo l'acquisizione da parte della American Motors Corporation (AMC) della Jeep dalla Kaiser nel 1970. Era disponibile con due propulsori a benzina: un quattro cilindri in linea chiamato F134 Hurricane da 2199 cm³ da 75 CV (55 kW) e 154 N·m; un V6 di origine Buick chiamato Dauntless 225 V6 da 3692 cm³ da 160 CV (119 kW) e 318 N·m.
Nel 1972 venne modificato il nome in Jeep Commando (sigla di progetto C104) e nel contempo subì alcune modifiche sia estetiche, con un nuovo design della carrozzeria, che meccaniche per potervi alloggiare delle diverse motorizzazioni, ovvero i motori AMC a 6 cilindri in linea e V8.
La produzione terminò nel 1973, venendo rimpiazzata dalla Cherokee.
La precedente proprietà Willys-Overland, ovvero i produttori originali della "Jeep" per uso militare, produssero dal 1948 fino al 1950 anche una versione più piccolo della Commando chiamata Willys Jeepster.